# Zespół zabytkowy miasta Nara
Zespół zabytkowy starożytnego miasta Nara – lista zabytków w Nara wpisanych wspólnie na listę światowego dziedzictwa UNESCO, ustanowioną na mocy Konwencji w sprawie ochrony światowego dziedzictwa kulturowego i naturalnego, przyjętą przez UNESCO na 22. sesji, która odbyła się w dniach od 30 listopada do 5 grudnia 1998 roku w Kioto, w Japonii.
Do historycznych zabytków starożytnej Nary zalicza się 8 obiektów usytuowanych w obrębie miasta i jego bezpośrednim sąsiedztwie. Wśród nich znajduje się 5 buddyjskich kompleksów świątynnych, chram shintō, pałac i park leśny.

## Zestawienie obiektów
Poniższa tabela przedstawia obiekty zespołu Historycznych Zabytków Starożytnego miasta Nara na liście światowego dziedzictwa UNESCO:
Obiekt – polskie tłumaczenie nazwy wpisu na liście wraz z jej angielskim oryginałem;
Położenie – miasto, współrzędne geograficzne;
Typ – klasyfikacja według Komitetu Światowego Dziedzictwa:
- kulturowe (K),
- przyrodnicze (P),
- kulturowo–przyrodnicze (K,P);

Opis – krótki opis wpisu.
| Obiekt                                        | Zdjęcie | Położenie                                                       | Typ                 | Opis |
| --------------------------------------------- | ------- | --------------------------------------------------------------- | ------------------- | --- |
| Tōdai-ji (jap. 東大寺 ; „Świątynia Tōdai-ji”) |         | Prefektura Nara 34°41′20,3″N 135°50′23,4″E/34,688967 135,839833 | K (ii)(iii)(vi)     | Jedna z najstarszych i najważniejszych świątyń buddyjskich w Japonii. W jej skład wchodzi m.in. Pawilon Wielkiego Buddy (jap. 大仏殿 Daibutsu-den) będący największą drewnianą budowlą na świecie. |
| Kōfuku-ji (jap. 興福寺)                       |         | Prefektura Nara 34°41′00″N 135°49′53″E/34,683333 135,831389     | K (ii)(iii)(vi)     | Najważniejsza świątynia buddyjska szkoły Hossō. |
| Kasuga Taisha (jap. 春日大社)                 |         | Prefektura Nara 34°40′53,0″N 135°50′54,0″E/34,681389 135,848331 | K (ii)(iii)(vi)     | Chram sintoistyczny. |
| Gangō-ji (jap. 元興寺)                        |         | Prefektura Nara 34°40′40,1″N 135°49′52,9″E/34,677803 135,831356 | K (ii)(iii)(vi)     | Świątynia buddyjska zbudowana w VIII wieku. |
| Yakushi-ji (jap. 薬師寺)                      |         | Prefektura Nara 34°40′06,1″N 135°47′03,5″E/34,668356 135,784311 | K (ii)(iii)(vi)     | Świątynia buddyjskiej szkoły Hossō. |
| Tōshōdai-ji (jap. 唐招提寺)                   |         | Prefektura Nara 34°40′32,1″N 135°47′05,4″E/34,675586 135,784833 | K (ii)(iii)(vi)     | Buddyjski kompleks świątynny. |
| Pałac Heijō (jap. 平城宮)                     |         | Prefektura Nara 34°41′28″N 135°47′44″E/34,691111 135,795556     | K (ii)(iii)(iv)(vi) | Pałac cesarski, pierwsza stała siedziba dworu cesarza Japonii. |
| Las pierwotny Kasugayama (jap. 春日山原始林)  |         | Prefektura Nara 34°40′53,1″N 135°52′20,2″E/34,681417 135,872278 | K (ii)(iii)         | Las pierwotny o powierzchni 250 ha. |